# Abramovich Flyer
Pour les articles homonymes, voir Flyer.
Biplan biplace inspiré du Wright Flyer I, l'Abramovitch Flyer  se distinguait des productions Wright de l’époque par la présence d’un train d’atterrissage à roues et d’un empennage conventionnel à la place de l’empennage canard original. Si la technique de gauchissement des ailes pour assurer le contrôle en vol de l’avion était employée, le harnais du pilote était remplacé par un ‘manche à balais’.
Cet appareil a volé avec succès en 1912. Il permit à son pilote-constructeur, Vsevolod Mikhailovitch Abramovitch, de porter à 2 100 m le record du monde d’altitude, puis à 46 minutes 57 secondes le record de durée avec 4 passagers. C’est sur ce même biplan qu’il devait se tuer, le 24 avril 1913, alors qu’il donnait une leçon à un élève-pilote.